# Script Shot Sound
Script Shot Sound – российская кинокомпания, занимающаяся производством телевизионных, документальных и короткометражных фильмов.

## История
Киностудия была основана в 2011 году кинооператором Дмитрием Бобровым.
В 2013 году совместно с режиссёром и продюсером Пабло Абсенто, студия сняла свой первый короткометражный фильм в жанре хоррор «Call My Name». Съёмки проходили в Токио (Япония) с участием европейских, американских и японских актёров. В 2013 году на кинофестивале «Germany After Dark Horror Festival» в Германии фильм получил награду «Best Short Horror».
В 2014 году киностудия начала сотрудничество с компанией «Mail.ru Group», в результате чего было произведено более ста видеороликов, а также реализованы игровые проекты «Время новых героев», «Атлеты Mail.ru» и «Моя история». Также было выпущено более 20 выпусков тематического ток-шоу «Oh, MyCode» с участием ведущих программистов и руководителей известных IT-компаний.
В 2015 году вышел новый короткометражный фильм «Shi» в жанре хоррор. С 2015 по 2016 год он стал номинантом премий ряда зарубежных кинофестивалей и победителем двенадцати из них. Дмитрий Бобров стал обладателем трёх премий за лучшую операторскую работу.
В 2017 году кинокомпания начала сотрудничество с телеканалом Discovery Channel. Был снят цикл «Русские кастомы», в который вошли фильмы «Бонни: русский рекорд на соляном озере» (2017), «Биарриц: русский кастом в Европе» (2018) , «Байкал: моторы и лёд» (2019). В 2018 году фильм «Бонни: русский рекорд на соляном озере» вошел в список 20 лучших передач канала Discovery Channel по версии «Афиша Daily».
Результатом 3 лет сотрудничества кинокомпании и Discovery Channel стал запуск российской версии всемирно известного проекта «Как это сделано: российская версия».

## Фильмография
- 2013 – Call My Name
- 2015 – Shi
- 2017 – Бонни: русский рекорд на соляном озере
- 2018 – Биарриц: русский кастом в Европе
- 2019 – Байкал: моторы и лёд
- 2019–2021 – Как это сделано: российская версия